# Дионисий (папа римский)
Дионисий (лат. Dionysius; ? — 26 декабря 268) — епископ Рима с 22 июля 259 года по 26 декабря 268 года.

## Биография
Предположительно, родился в Великой Греции. Дионисий был избран папой в 259 году, после мученической смерти Сикста II в 258 году. Святой Престол оставался вакантным почти год из-за трудностей в избрании нового папы во время гонений против христиан. Когда преследования стали сходить на нет, Дионисий был провозглашен епископом Рима. Император Валериан I, инициировавший гонения, был взят в плен и убит царем Персии в 260 году. Новый император, Галлиен, издал указ о веротерпимости, восстановлении церквей и кладбищ, что привело к почти 40-летнему «Маленькому миру в Церкви».
На долю нового Папы выпала задача реорганизации римской церкви, которая находилась в большом беспорядке. Из-за акций протеста верующих в Александрии он потребовал от епископа Дионисия Александрийского объяснений по поводу его учения о соотношении Бога и Логоса, которые в итоге были предоставлены.
Дионисий оказывал материальную поддержку церквям Каппадокии, страдавших от набегов и разграбления готами, посылая им большие суммы денег. Он обличал савеллиан. Пользовался авторитетом и после смерти: упоминается в трудах Василия Великого, особо почитается орденом кармелитов.
Дионисий навел порядок в Церкви и добился мира между язычниками и христианами, который продлился до 303 года. Он умер 26 декабря 268 года.
В живописи он традиционно изображается в папском облачении с книгой в руках.